# Stella Tennant

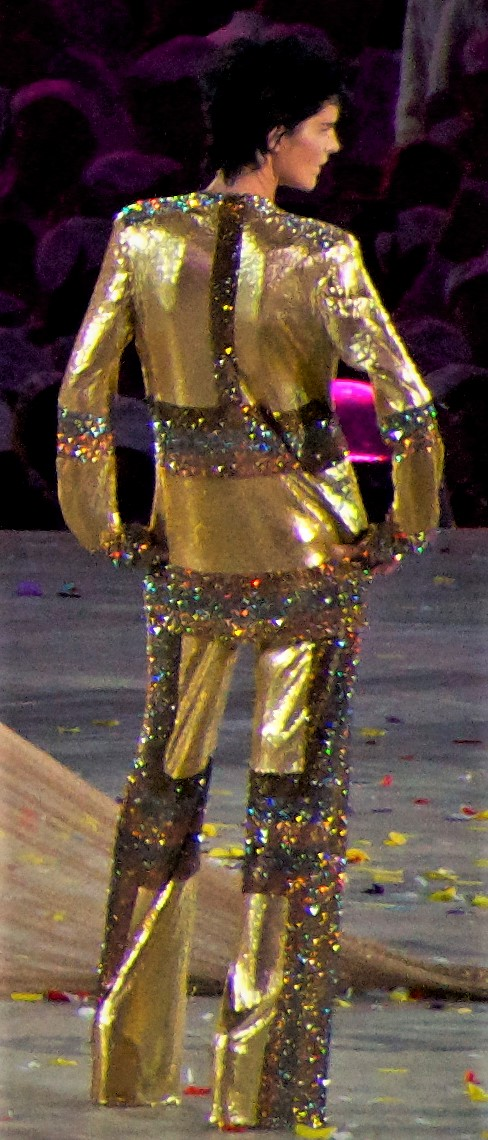
Stella Tennant, 2012

Stella Tennant (* 17. Dezember 1970 in London; † 22. Dezember 2020 in Duns, Berwickshire) war ein britisches Model und Modedesignerin. Während ihrer drei Jahrzehnte umspannenden Karriere lief sie für fast alle namhaften Modehäuser über den Laufsteg, war auf den Titelseiten sowie in Fotostrecken zahlreicher Modemagazine zu sehen und galt als Muse diverser Fotografen und Designer.

## Leben
Sie wurde am 17. Dezember 1970 als jüngstes der drei Kinder von Honourable Tobias William Tennant und Lady Emma Cavendish in London geboren. Tennant war mütterlicherseits eine Enkelin von Andrew Cavendish, 11. Duke of Devonshire und seiner Ehefrau Deborah Mitford. Ihr Halbonkel väterlicherseits war Colin Tennant, 3. Baron Glenconner. Sie war zudem eine Nachfahrin von Bess of Hardwick. Ihre Kindheit verbrachte sie auf einer 1500 Acre großen Schaffarm, die ihre Eltern bei Newcastleton in der schottischen Council Area Scottish Borders betrieben. Sie besuchte die St Leonards School in St Andrews und das Marlborough College in der englischen Grafschaft Wiltshire, bevor sie ein Studium der Bildhauerei an der Winchester School of Art der University of Southampton absolvierte.
Ihre Modelkarriere begann im Jahr 1993, als sie zusammen mit Plum Sykes von Steven Meisel für die Dezember-Ausgabe der britischen Vogue fotografiert wurde. Meisel gefiel, dass Tennant sich bei dem Fotoshooting geweigert hatte, ihren Nasenring abzulegen, und lud sie zu einem weiteren Shooting für die italienische Vogue nach Paris ein. Tennant wurde zu Meisels Muse und bald auch von anderen bekannten Fotografen wie Mario Testino, David Sims und Mark Borthwick abgelichtet. Auf dem Laufsteg war sie unter anderem für Alexander McQueen, Jean-Paul Gaultier und Versace zu sehen. Karl Lagerfeld nahm sie exklusiv als Markenbotschafterin für Chanel unter Vertrag. Alber Elbaz wählte sie 1998 für seine erste Werbekampagne für Yves Saint Laurent aus und 2002 war sie das Gesicht einer erfolgreichen Burberry-Werbekampagne. Im Jahr 2012 trat sie neben Kate Moss und Naomi Campbell bei der Schlussfeier der Olympischen Sommerspiele auf. Ihren letzten Laufstegauftritt absolvierte sie im Frühjahr 2020 für Valentino.
Zu ihren Markenzeichen wurden ihr androgynes Aussehen und ihr jungenhafter Kurzhaarschnitt.
Mit ihrer Schwester Issy gründete sie die Luxus-Haushaltswarenmarke Tennant & Tennant. Außerdem betätigte sie sich als Modedesignerin für das britische Modelabel Holland & Holland.
Tennant war seit 1999 mit dem französischen Fotografen und Osteopathen David Lasnet verheiratet, mit dem sie vier Kinder hatte. Die Familie lebte zurückgezogen auf einem Bauernhof im Dorf Edrom im schottischen Berwickshire. Tennant und Lasnet trennten sich im August 2020. Sie starb im Dezember 2020 wenige Tage nach ihrem 50. Geburtstag aus bis dahin unbekannter Ursache. Laut einem Polizeisprecher seien die Umstände ihres Todes „unverdächtig“. Im Januar 2021 gab die Familie bekannt, dass Tennant Suizid begangen und schon länger mit psychischen Problemen gekämpft habe.